# Taika (era)
La era Taika (大化?) fue una era japonesa (o nengō 年号) anterior a la Era Hakuchi y abarcó del año 645 al 650. El emperador reinante fue Kōtoku-tennō (孝徳天皇?).

## Cambio de era
- Taika  1 (大化元年?); 645: El nombre de la nueva era fue creado para marcar el comienzo del reinado del Emperador Kōtoku. Al cuarto año de reinado de la Emperatriz Kōgyoku terminó la era previa y la nueva comenzó.

## Eventos de la eraTaika
- Taika 1 645):  La Emperatriz Kōgyoku abdica y su hermano recibe la sucesión (‘‘senso’’).  Al poco tiempo, el emperador Kōtoku asciende formalmente al trono (‘‘sokui’’).[2]
- Taika 1 645): Kōtoku introduce la Reforma Taika (大化の改新 Taika no kaishin?). Kōtoku dividió oficialmente a Japón en 8 provincias. La reforma Taika también buscó regular los rangos de los oficiales del gobierno y buscaba distinguirlos por medio de sombreros o capas con formas y colores diferentes de acuerdo a un sistema jerárquico sumamente estricto.[1]
- Taika 1 (645): Kōtoku decide abandonar Asuka, que había fungido como la capital hasta entonces. Tranfiere la capital a Naniwa, que se encuentra en los alrededores de la bahía de Osaka, donde habita un palacio recién construido llamado Toyosaki-no-Miya.  El palacio estaba en Nagara.[3][4]
- Taika 2, en el primer día del primer mes (646): Kōtoku establece un calendario regular para la corte, con audiencias grandes solo ciertos días. El emperador dicta una serie de asuntos que afectarán a todo el país, como la creación de distritos judiciales, nombramiento de gobernadores para cada provincia, entre otros.[1]

- Taika 5 (649): Muere el sadaijin Abe no Kurahashi Maro.[3]

- Taika 5 (649):  El Emperador decreta el establecimiento de un nuevo sistema de gobierno (el hasshō hyakkan), compuesto de 8 ministerios y 100 departamentos.[5]

- Taika 6 (650):  La Era Hakuchi comienza en el sexto año de la era Taika. El daimyō de la provincia de Nagato le regala un faisán blanco al emperador, quien queda tan agradecido de recibir tan extraordinario regalo que dirige una serie de audiencias para que los sadaijin y los udaijin se unieran a él para admirar al ave. Por la ocasión, el emperador cambió el nombre de la era a Hakuchi (que significa «faisán blanco»).[6]